# Hydrangeocola topali
Hydrangeocola topali är en stekelart som beskrevs av Papp 1992. Hydrangeocola topali ingår i släktet Hydrangeocola och familjen bracksteklar. Inga underarter finns listade i Catalogue of Life.